# Хорезу керамика
Хорезу керамика је јединствена врста румунске керамике која се традиционално, ручно производи у околини града Хорезу у северној Олтенији у округу Валча, у близини чувеног Манастира Хорезу. Вештина израде Хорезу керамике развијала се кроз многе генерације због чега је уписана на Унескову листу нематеријалне културне баштине у децембру 2012. године.

## Производња
Производња је подељена на мушке и женске послове. Мушкарци прикупљају глину, затим је чисте, деле, влаже и мешају, претварајући је у црвену глину коју онда обликују посебном техником прстима, што захтева концентрацију, снагу и окретност. Сваки грнчар има своју технику обликовања, али сваки поштује редослед поступка.
Жене украшавају обликовану керамику пре печења посебним техникама и алатима како би нацртале традиционалне мотиве. Њихове вештине у комбиновању украса и боја одређују личност и јединственост ових комада. Боје су светле нијансе смеђе, црвене, зелене, плаве и такозване "Хорезу слоноваче". Хорезу керамика је украшена јединственим, лако препознатљивим стилом који је обележен понављањем специфичних елемената као што су: петлови, звезде, змије, дрвеће, двострука спирале, таласасте линије, кружни низови народних мотива, листови дрвећа, сунце, дрво живота.
Грнчари Хорезуа користе многе традиционалне алате попут мешалице за чишћење земље, грнчарског точка и чешља за обликовање, издубљеног биковог рога и штапића са жичаним врхом за украшавање, и пећи на дрва за печење.
Овај древни занат сачуван је у огњишту предака, данас познатом као Улица Олари у Хорезуу, где занатлије обликују глину истим мукотрпним поступком као и њихови преци. Хорезу је јединствени историјски румунски керамички центар у коме је ова трговина остала главни извор прихода за многе породице грнчара као што су: Огрезеану, Вискореану, Иорга, Фригура, Мишиу, Попа итд. И данас се ово мајсторство преноси, као и увек, у кругу породице, али и у радионицама, са мајстора на шегрта, као и на фестивалима и изложбама грнчарије. 

## Галерија
- Процес бојења
- Грнчарска радионица у Хорезу
- Продавница грнчарије
- Продавница грнчарије
- Хорезу грнчарија